# Gave d’Ossau
Gave d’Ossau – rzeka w południowo-zachodniej Francji o długości 48,5 km i powierzchni dorzecza 488 km². Rzeka powstaje w miejscowości Gabas w gminie Laruns w departamencie Pireneje Atlantyckie, jako połączenie wód rzek Gave de Bious i Gave du Brousset, spływających po dwóch stronach góry Pic du Midi d’Ossau. Przepływa przez Dolinę Ossau. W miejscowości Oloron-Sainte-Marie, w departamencie Pireneje Atlantyckie, łączy się z rzeką Gave d’Aspe, tworząc rzekę Gave d’Oloron.

## Głównedopływy
lewe: Arrec de Gaziès, Arrec de Gaziès, Arriou Beigt.
prawe: Valentin, Lau, Arrigastoû.

## Ważniejsze miejscowości
Aste-Béon, Louvie-Soubiron, Oloron-Sainte-Marie.